# Case départ (jeu)
Pour les articles homonymes, voir Case départ.

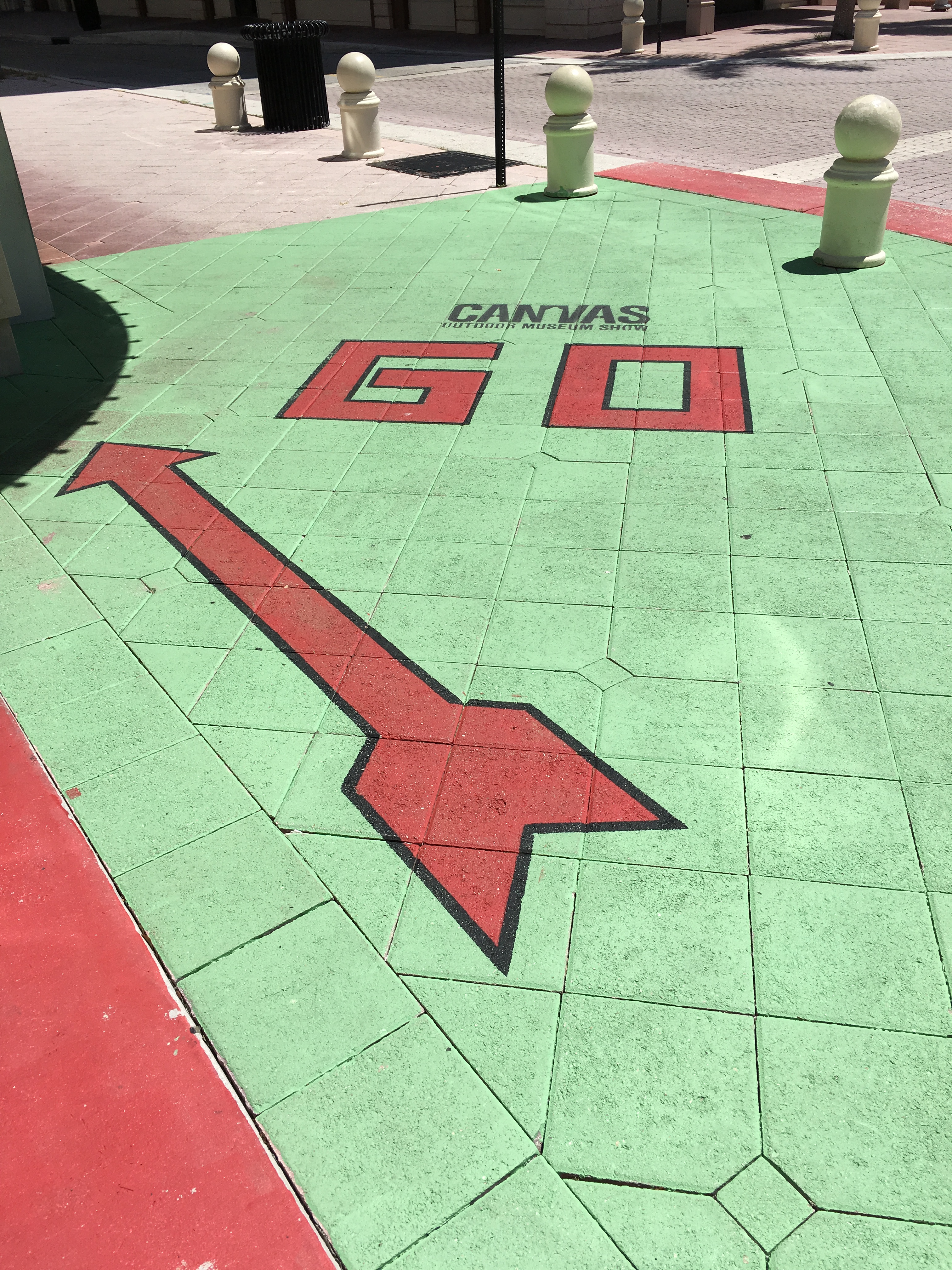
Case de départ du Monopoly peinte sur un trottoir de Palm Beach (Floride, USA)

La case départ désigne, dans de nombreux jeux de société, la case où commence le parcours et où le joueur pose son ou ses pions au début d'une partie. 
Au Monopoly, à chaque fois que son pion passe par la case départ, chaque joueur reçoit une somme d'argent. L’expression « Rendez-vous à la case départ » est passée dans le langage courant[réf. souhaitée].
Dans La Bonne Paye, cette case symbolise le début du mois. À la fin de chaque tour (après la fin du mois) le joueur empoche une somme et pose obligatoirement son pion sur la case.
Dans le jeu des petits chevaux, le joueur place un de ses pions sur la case de départ qui correspond à sa couleur en tirant un 6 au dé.